# 森友嵐士
森友 嵐士（もりとも あらし、1965年10月30日 - ）は、日本のミュージシャン、ボーカリスト、シンガーソングライター、作詞家、作曲家、編曲家、音楽プロデューサー、ラジオパーソナリティ。血液型AB型。既婚。2児の父。
ロックバンド・T-BOLANのボーカリストとしてデビューし、T-BOLANのほとんどの楽曲の作詞・作曲を手掛けている。

## 来歴
広島県府中市出身。東海大学理学部化学科卒業。音楽活動のほか、2019年1月18日から東峰村復興親善大使。2019年6月6日から府中ロマン親善大使。
T-BOLAN前夜
- 1987年、ドラムスの青木和義から誘われ、T-BOLANの前身となるバンド“プリズナー”を結成。同年11月15日、「第2回BADオーディション」でグランプリを受賞。
- 1988年7月22日、“BOLAN”としてビーイングのインディーズレーベル『YEAH』からインディーズデビュー。年間100本以上のライブを行う。

T-BOLAN時代
- 1991年7月10日、T-BOLANシングル「悲しみが痛いよ」でメジャーデビュー。テレビドラマ『ホテルウーマン』挿入歌になった森友嵐士作詞作曲によるT-BOLAN楽曲「離したくはない」が有線へリクエストが殺到。また、長期に渡りリクエストが寄せられ話題となり、ドラマが終わる直前にシングルカットされ、最高位15位でありながらじわじわと長期に渡り売れ続け、約50万枚のヒットとなる。
- 1992年11月18日、T-BOLAN 6thシングル「Bye For Now」リリース、ミリオンヒット。
- 1993年2月10日、T-BOLAN 7thシングル「おさえきれない この気持ち」リリース、オリコン1位を記録。
- 1993年5月26日、T-BOLAN 4thアルバム『HEART OF STONE』リリース、オリコン1位を記録。
- 1993年6月16日、T-BOLAN 9thシングル「刹那さを消せやしない／傷だらけを抱きしめて」リリース、オリコン1位を記録。
- 1993年12月8日、T-BOLAN 5thアルバム『LOOZ』をリリース（結果的にラストオリジナルアルバムとなる）。
- 1994年、原因不明の発声障害のため、以後15年近くほとんど歌えない状態に陥る（後に「心因性発声障害」だと判明する）。
- 1995年8月28日、T-BOLAN 13thシングル「SHAKE IT」リリース。
- 1995年11月20日、T-BOLAN 14thシングル「愛のために 愛の中で」リリース。
- 1996年3月25日、T-BOLAN 15thシングル「Be Myself／Heart of Gold 1996」リリース（結果的にラストオリジナルシングルとなる）。
- 1996年8月8日、T-BOLANベストアルバム『SINGLES』リリースされ、ミリオンヒットとなる。
- 1999年12月、喉の不調が「心因性発声障害」だと判明。「原因も治療法も不明の病気である」との診断を受けたことが決定打となり、森友の申し出によりT-BOLAN解散。以降、音楽活動を休止。

T-BOLAN解散後
- 2001年10月1日、ラジオ日本で『森友嵐士のアラシを呼ぶぜ！』開始。
- 2004年1月6日、“AXEL GEE RECORDS”ウェブサイトオープン。CEL-DE-KAIROをプロデュース。
- 2005年、T-BOLAN解散以降、音楽活動は休止状態だったが、久々に自身も曲作りをするなど音楽活動を再開。「One Room」という楽曲が制作され、、森友がパーソナリティーを務めるラジオ日本『森友嵐士のアラシを呼ぶぜ!』本放送やネット限定スペシャルバージョンで聴くことができた。「One Room」（作詞・作曲：森友嵐士）は、五味孝氏、CHIROLYN、小島良喜らと共にレコーディングされた。後に、「祈り」として新しく生まれ変わり2ndシングルとしてリリースされた。
- 2006年1月12日からは『アラシを呼ぶぜ！』の番組ホームページ上で、ラジオ本放送のオンエアとは別の内容である、ネット限定スペシャルバージョンを不定期で配信開始（現在は配信終了）。また、第249回7月7日放送分から、ラジオを聴けない地域のファンのために番組ホームページ上でテキスト化して、一定期間公開していた（第809回 2017年3月30日放送分をもってテキストバージョンは更新終了）。
- 2006年5月、CEL-DE-KAIROのプロデュースを終了。暫くして“AXEL GEE RECORDS”ウェブサイトを閉鎖。
- 2006年8月2日に横浜アリーナで行われた、ボクシング「亀田興毅×ファン・ランダエタ」のWBA世界ライトフライ級王座決定戦（観衆1万5000人）の前で国歌独唱をした。その時の視聴率（20時53分）は41.2%を記録。
- 2009年11月18日深夜零時過ぎ、ラジオ日本『森友嵐士のアラシを呼ぶぜ！』ホームページにミュージシャンとしての活動再開を宣言する森友からの緊急メッセージがアップされ、森友嵐士オフィシャルホームページもリンクされた。

森友嵐士ソロ活動開始以降
- 2009年11月26日、着うた配信限定「絆」をリリースし、着うたデビュー。同日、読売テレビ製作・日本テレビ系で放送された『ベストヒット歌謡祭』に五味孝氏と共に出演し、T-BOLAN解散から約10年ぶりにソロシンガーとして復活ライブを行う。森友嵐士がボーカルとピアノ、五味孝氏がエレキギターという2人構成での演奏で、T-BOLAN「離したくはない」の一部と、森友ソロ曲「キズナ」を歌う。当日の出演前の楽屋での様子が『情報ライブ ミヤネ屋』で放送された。
- 2009年12月25日、渋谷CCレモンホールにて【SECOND BIRTH Christmas Fan meeting ＃00 絆】と銘打った応募抽選による1000組2000名無料招待の復活コンサートを開催。森友嵐士ソロ初のファンミーティングとなった。以降、会場でのソロライブ活動を始める。
- 2010年3月24日、1stシングル「抱きしめていたい / キズナ」がリリースされソロデビュー。T-BOLANベストアルバム2CD+DVD『LEGENDS』を同時リリース。
- 2010年5月12日〜22日、カンヌ国際映画祭ショートフィルムコーナーに、小山薫堂：企画・監修 サプライズドキュメンタリーPV「抱きしめていたい」が出展されプログラム上映。
- 2010年6月1日、森友嵐士オフィシャルファンクラブ「SINGING TREE」正式スタート。
- 2010年8月〜9月、ソロ活動初のツアー「LIVE SECOND BIRTH 2010」“JUST BELIEVE THE WAY YOU ARE”プレミアムライブツアーを行う。6都市全6公演。
- 2010年12月22日、初の森友嵐士ファンクラブイベント“SINGING TREE Christmas Fan meeting 2010”開催。
- 2011年4月1日に山野楽器本店で行われる予定だった森友嵐士1stアルバム『オレのバラッド』発売記念トーク&ミニライブが東日本大震災の影響により延期。同年4月16日「CBCラジオ GREEN LIVE 〜東日本大震災チャリティ・コンサート〜」に出演。以降、「茨城県復興夏祭り」や「LIGHT UP NIPPON」などに出演。
- 2011年4月20日、1stアルバム『オレのバラッド』リリース。
- 2011年7月28日つくばカピオで開催された椿屋商事主催の茨城県復興夏祭りに出演。東日本大震災の被災者へ向けて「離したくはない」「マリア」「祈り」などを歌う[8]。
- 2011年9月15日、2ndシングル「祈り / 涙の壁」リリース。
- 2012年6月15日、森友嵐士オフィシャルサイトにT-BOLAN再結成コメントをアップ。
- 2012年6月16日〜7月16日にガレリア・プロバ代官山ギャラリーにて、7月24日〜8月26日にミュゼオ御殿場アートギャラリーにて、初の個展「森友嵐士 墨象の世界 一枚の絵と一本の線からの始まり」を開催。
- 2012年8月8日、T-BOLAN DVD「T-BOLAN BEST LIVE & CLIPS」リリース。
- 2012年9月15日・16日、森友嵐士ファンクラブイベント“SINGING TREE Fan meeting 2012”開催。15日に上野博文と五味孝氏が、16日に青木和義がトークゲスト出演。
- 2012年9月19日リリースのB.B.クィーンズの『B.B.QUEENS LEGEND 〜See you someday〜』に参加。
- 2012年10月4日〜11月29日、「BEING LEGEND Live Tour 2012」16都市18公演にT-BOLANとして参加し、FIELD OF VIEW、B.B.QUEENS、DEENと共に行う。
- 2012年、天台宗祖師先徳鑽仰大法会イメージソング「雨上がりに咲く虹のように」奉納。比叡山親善大使に任命される。
- 2013年4月10日、ライブDVD『BEING LEGEND Live Tour 2012』（T-BOLAN、B.B.クィーンズ、FIELD OF VIEW、DEEN、宇徳敬子、近藤房之助）リリース。
- 2014年2月、T-BOLANドキュメンタリー映画『T-BOLAN THE MOVIE 〜あの頃、みんなT-BOLANを聴いていた〜』を全国10都市で劇場公開。
- T-BOLAN単独公演を、2014年3月8日大阪・オリックス劇場（旧大阪厚生年金会館）、3月21日東京・渋谷公会堂で行い、追加公演の4月26日渋谷公会堂を最後にT-BOLAN活動休止。
- 2014年3月21日、T-BOLANドキュメンタリー映画DVD『T-BOLAN THE MOVIE 〜あの頃、みんなT-BOLANを聴いていた〜』リリース（3月19日先行発売）。
- 2014年8月13日、T-BOLANライブDVD『T-BOLAN LIVE HEAVEN 2014 〜Back to the last live!!〜』リリース。
- 2015年、鬼龍院翔（ゴールデンボンバー）とmorioniを結成、2月18日にmorioniシングル「サヨナラは歩き出す」をリリース。
- 2015年7月8日、森友嵐士ソロアルバム『PEACE ROCK』をリリース。
- 2015年12月2日、森友嵐士初のソロライブDVD『MORITOMO ARASHI CONCERT TOUR 2015 PEACE ROCK』を発売。2015年8月9日東京公演のZepp Tokyoのライブを収録。
- 2016年1月28日、『東京マラソン2016』（2月28日開催）キックオフイベントが都内で行われ、森友が『第10回記念大会ランナー応援ソング』アーティストに選出、「駆け抜ける愛の歌〜はじまりのday by day〜」が応援曲に決定したことを発表。
- 2016年12月31日、豊洲PITにてT-BOLAN一夜限りの再結成、カウントダウンライブを行う[9]。
- 2017年8月16日に約21年ぶりの新曲も新録収録するコンセプト・ベストアルバム『T-BOLAN ～夏の終わりに BEST～ LOVE SONGS＋1 & LIFE SONGS』（2CD＋1DVD）をリリースする[10][11][12]。
- 2017年7月19日リリースの石川さゆりの『X -CrossIII-』に参加[13]。
- 2018年12月5日リリースのDAIGOの『Deing』に参加[14]。
- 2020年12月19日、ラジオ「アラシを呼ぶぜ！」が通算1000回到達。
- 2021年、京都府宮津市のハクレイ酒造とタイアップして作った日本酒「豊」が、フランスにて開催された日本酒コンクール「Kura Master」の2021年度純米大吟醸酒部門でプラチナ賞を受賞[15][16]。
- 2022年4月開校の福山市立の小中一貫義務教育学校「想青学園」（福山市沼隈町）の校歌「無限のヒカリ」の作詞作曲を務めた[17][18]。森友にとって、校歌の制作は初となった[19]。

## 人物
- 血液型はAB型。右腕に北斗七星をかたちどる7つの黒子がある。
- 子どもの頃、沼隈半島や鞆の浦でよく魚釣りをしていた[19]。
- 和光園（保育所）、府中市立東小学校、府中市立第二中学校、広島県立府中高等学校、東海大学卒業。大学の論文は「思春期前ラットにおける卵巣の形態と機能」。大学在学中に中学・高校一種免許状（理科）の教員免許を取得。
- 釣りを愛し、地方にも釣りに出かける。釣った魚は自分でさばいて食べている。
- 乗馬やサーフィンもするほか、陶芸や書道もする。
- バイク好きで学生時代から乗り続け、大型二輪免許を取得。2級船舶免許も取得した。
- かつて、ラジオ『森友嵐士のアラシを呼ぶぜ!』の番組ホームページ上に使用されていた森友が抱いていた愛犬の画像は、森友が当時飼っていた“パセリ”と名付けたヨークシャー・テリア。
- 森友が書いた「じれったい愛」に出てくる「うざったい」というのは、元々は多摩地域で「不快」の意味で使われていた方言だが、この楽曲がヒットすることによって全国に広められた。ただ、森友自身は「別にさ、広島ではみんな使っているよ」「まあ、歌詞にしたのは初めてかもしれない」と話している[20]。

### 交友関係
- CHIROLYNとは森友が18歳か19歳頃から20年来の付き合いで、音楽仲間の中ではお互い一番古いとのこと。
- 大黒摩季は自身のデビュー前から、T-BOLANの数多くの楽曲にコーラスとして参加しており、森友を“兄貴”と呼ぶ間柄である。ラジオ『森友嵐士のアラシを呼ぶぜ!』に直筆メッセージを寄せたことがある。
- 森友のインディーズ時代のライブには、B'zとしてデビューが決まっていた稲葉浩志が、ライブ経験を積むために20本以上ゲスト出演し、主に洋楽のカヴァーをセッションをしていた。また、お互い教員免許を持っていた森友と稲葉（専攻は森友が理科「化学」、稲葉は「数学」）は、「もし売れなかったら一緒に塾でもやろう」と話していた。稲葉は、B'zファンクラブ会報Vol.70でこの時のことを回想している。

亀田一家との関わり
- プロボクサー亀田大毅が、2006年6月5日後楽園ホールでのプロ4戦目でTKO勝利後、リング上でT-BOLANの「Heart of Gold」を熱唱した。このとき亀田三兄弟の父・亀田史郎の招待で森友はリングサイドで試合を観戦した。森友が亀田家の面々と顔を会わせたのはこの日が初めてだったが、以後交流を深めていく。大毅は次の試合でKO勝ちした時もT-BOLANの曲を歌うことを明言していた通り、2006年8月20日のプロ5戦目でもKO勝利後、リング上で「Dear」を熱唱した。カラオケの時に使用されている金のマイクは明石家さんまから、金のマイクスタンドは木村拓哉から贈られたものである。
- 亀田史郎はT-BOLANの曲調はもちろん「夢」と「希望」が詰まったT-BOLANの歌詞に特に魅かれ何度も励まされてきた、という。三兄弟もそんな父の背中を見て育ったため、亀田ファミリー全員が森友のファンとなり、ファミリーにとってはカリスマ的存在、となった（出典：デイリースポーツ、2006年10月4日）。6月中旬に、亀田史郎の招待で森友は静岡・下田合宿を訪れ激励した。ファミリーと意気投合し、その日の会食の席で亀田興毅からWBA世界ライトフライ級王座決定戦での国歌独唱を依頼され快諾した。
- 上記の縁で、2006年8月2日横浜アリーナで行われた、プロボクサー亀田興毅のWBA世界ライトフライ級王座決定戦の前にリング上で国歌独唱を行なった。森友が公の場で歌声を披露するのは1995年3月26日に行われたT-BOLANの大阪厚生年金会館でのライブ以来11年4ヶ月振りであった。
- 2007年2月23日、亀田大毅がKO勝利後にリング上で披露したオリジナルソング「Love Song」は、森友が大毅のために書き下ろしたものである。（「恋するハニカミ!」で大毅が歌った曲と同じ曲）

## ソロライブサポートメンバー
- 五味孝氏（Gt）
- CHIROLYN（Ba）
- 原田喧太（Gt）
- ムーチョ（Gt）
- 人時（Ba）
- そうる透（Dr）
- 菊地圭介（Key）
- 四家卯大（Vc）
- 倉田信雄（Pf）
- マーティン・スタンツェライト（Vc）
- 徳澤青弦（Vc）
- HIRO（Gt）
- RYO（Ba）
- 小島良喜（Pf）
- 牧山純子（Vn）

## ディスコグラフィ

### シングル
1. 抱きしめていたい/キズナ （2010年3月24日　トイズファクトリー　TFCC-89296）
2. 祈り/涙の壁 （2010年9月15日　トイズファクトリー　TFCC-89314）
3. 雨上がりに咲く虹のように （2013年9月15日　比叡山限定販売） 天台宗 祖師先徳鑽仰大法会イメージソング

### 配信限定シングル
1. 絆 （2009年11月26日）
2. 声なき声がきこえる -Single Edit- （2012年9月6日　BEING）「近藤房之助 × 森友嵐士 (T-BOLAN)」名義
作詞：近藤房之助　作曲：森友嵐士
3. 駆け抜ける愛のうた ～はじまりのday by day～（2016年1月27日）
作詞・作曲：森友嵐士

### アルバム
1. オレのバラッド （2011年4月20日　トイズファクトリー　TFCC-86346）
2. PEACE ROCK（2015年7月8日　クラウンレコード　CRCP-40417）

### DVD
1. MORITOMO ARASHI CONCERT TOUR 2015 PEACE ROCK （2015年12月2日　日本クラウン　CRBP-10055）

### PV
※Youtubeで公式に視聴できる。
- 抱きしめていたい　（企画・監修：小山薫堂　監督：内田ぼちぼち）
- 祈り　（監督：行定勲　出演：甲本雅裕、岩佐真悠子）
- 名前のない者たち　（監督：内田ぼちぼち）
- 声なき声がきこえる （近藤房之助 × 森友嵐士）
- どうなってんだい JESUS

### 参加作品
1. 安宅美春『孤独のRUNAWAY』（1990年12月10日　ファンハウス　FHCF-1089） M-4「IMAGE DOWN」早尻翔介 名義
2. オムニバス『Royal Straight Soul』（1991年1月10日） M-10「Stand By Me」田辺裕之 名義
3. オムニバス『Royal Straight Soul II』（1991年9月21日） M-7「Everytime You Go Away」
4. オムニバス『Royal Straight Soul III Vol.1』（1992年7月22日） M-6「Don't Let Me Down」
5. B.B.QUEENS『B.B.QUEENS LEGEND 〜See you someday〜』(2012年9月19日) M-5 「声なき声がきこえる」 近藤房之助×森友嵐士(T-BOLAN)名義
6. オムニバス『パチスロ サラリーマン金太郎 出世回胴編 サウンド・トラック』(2015年1月28日) M-1 「Breaking the wall」 M-2「In my mind」配信限定
7. 石川さゆり『X -CrossIII-』（2017年7月19日）M-5「京恋唄」石川さゆり X 森友嵐士
8. DAIGO『Deing』（ディーイング）（2018年12月5日）M-5「離したくはない」DAIGO Guest Vocal 森友嵐士(T-BOLAN)　M-11「果てしない夢を」森友嵐士(T-BOLAN),大黒摩季,池森秀一(DEEN)&DAIGO[14]

### morioni
森友嵐士（Vo）と鬼龍院翔（Vo）によるユニット
シングル
- サヨナラは歩き出す（2015年2月18日　クラウンレコード　CRCP-10341）

PV「サヨナラは歩き出す」(YouTube crownrecord)

## タイアップ
| 起用年   | 曲名                                     | タイアップ先                                 |
| -------- | ---------------------------------------- | -------------------------------------------- |
| 2012年 - | 雨上がりに咲く虹のように                 | 天台宗 祖師先徳鑽仰大法会 イメージソング     |
| 2016年   | 駆け抜ける愛の歌〜はじまりのday by day〜 | 東京マラソン第10回記念大会ランナー応援ソング |

## 書籍
著書
- 泥だらけのエピローグ（1999年12月、祥伝社、ISBN 4396610947） 自伝エッセイ

## 出演

### ラジオ

#### 現在のレギュラー番組
- 森友嵐士のアラシを呼ぶぜ! （ラジオ日本、2001年〜） 2017年4月1日から毎週土曜 21:30～22:00　
  - 2009年4月9日から2017年3月30日まで毎週木曜23:00〜23:30
  - 2020年12月19日、通算1000回到達
  - 福井放送でも2008年4月6日から2010年まで毎週土曜日22:00〜22:30に同番組が放送されていた。
- T-BOLAN森友嵐士の沖縄BE WITH YOU（琉球放送）土曜17:50～18:00
- T-BOLAN森友嵐士のレディオフロンティア（エフエム富士）月曜12:05～12:35　2022年10月～

過去のレギュラー番組
- T-BOLAN BE WITH YOU　（東海ラジオ） 1990年代に放送。
  - 森友嵐士 東海ラジオ特別番組 「BE WITH YOU」（2011年5月15日、東海ラジオ） 単発放送。